# بالاكونوفسكويي (ستافروبول)
بالاكونوفسكويي (بالروسية: Балахоновское) هي مدينة في مقاطعة ستافروبول كراي في روسيا.
يبلغ عدد سكانها حوالي 4256  نسمة.